# Gmina Piątek
Gmina Piątek je polská městsko-vesnická gmina v okrese Łęczyca v Lodžském vojvodství. Sídlem správy gminy je město Piątek.
V roce 2019 zde žilo 5 982 obyvatel. Gmina má rozlohu 133,2 km² a zabírá 17,23 % rozlohy okresu.

## Části gminy
StarostenstvíBalków, Bielice, Boguszyce, Czerników, Goślub, Górki Łubnickie, Górki Pęcławskie, Janowice, Janków-Orądki, Jasionna, Konarzew, Krzyszkowice, Łęka, Łubnica, Mchowice, Michałówka, Mysłówka, Orenice, Stare Piaski-Leżajna, Pęcławice, Piątek, Piekary, Pokrzywnica, Rogaszyn, Sułkowice Pierwsze, Sułkowice Drugie, Śladków Podleśny, Śladków Rozlazły, Sypin-Borowiec, Witów, Włostowice, Włostowice-Parcele, Żabokrzeki
Sídla bez statusu starostenstvíBroników, Goślub-Osada, Janówek, Młynów, Pęcławice-Parcele

## Sousední gminy
| Růžice kompasu |                         | Krzyżanów    | Bedlno  | Růžice kompasu |
| Růžice kompasu | Góra Świętej Małgorzaty | Sever        | Bielawy | Růžice kompasu |
| Růžice kompasu | Góra Świętej Małgorzaty | Gmina Piątek | Bielawy | Růžice kompasu |
| Růžice kompasu | Góra Świętej Małgorzaty | Jih          | Bielawy | Růžice kompasu |
| Růžice kompasu | Ozorków                 | Zgierz       | Głowno  | Růžice kompasu |